# Efektywne korzystanie z zasobów wodnych
Efektywne korzystanie z zasobów wodnych może być definiowane jako:
- Wykonanie zadania, procesu, osiągnięcie rezultatu przy użyciu najmniejszej możliwej ilości wody;
- Wskaźnik relacji pomiędzy ilością wody potrzebnej dla określonego celu a ilością wody wykorzystanej lub dostarczonej[1].

Chociaż oba powyższe znaczenia często są stosowane zamiennie, istnieje różnica między efektywnym korzystaniem z wody a jej oszczędzaniem, które koncentruje się na ograniczanie zużycia wody. Efektywność z kolei polega na minimalizowaniu strat i marnowania zasobów wodnych oraz podkreśla znaczenie konsumentów, którzy niewielkim zmianom nawyków mogą faktycznie przyczynić się do zmniejszenia ilości marnowanej wody oraz promowania skutecznych w tej dziedzinie produktów. Przykłady efektywnego wykorzystywania zasobów wodnych obejmują: naprawę kapiących kranów, wybór prysznica zamiast kąpieli, instalacje urządzeń zmniejszających ilość wody spłukiwanej w toalecie, korzystanie ze zmywarek i pralek przy pełnym załadowaniu. Takie praktyki są zgodne z definicją efektywnego korzystania z zasobów wodnych, ponieważ ich celem jest osiągnięcie pożądanego rezultatu lub poziomu usługi przy użyciu najmniejszej koniecznej ilości wody.

## Znaczenie
Według drugiego Raportu ONZ o Gospodarce Wodnej na Świecie, jeśli konsumpcja wody pozostanie na obecnym poziomie, to w 2025 r. dwie trzecie ludzkości będzie żyło na obszarach tzw. stresu wodnego (stres spowodowany niedoborem wody). Rosnące zapotrzebowanie na wodę w połączeniu ze skutkami zmian klimatu oznacza, że realne jest niebezpieczeństwo braków wody. Obecnie 2,6 miliarda ludzi nie ma dostępu do bezpiecznej wody pitnej. Należy do tego dodać zmiany klimatu, wzrost populacji i współczesny tryb życia. Zmiany w modelach konsumpcji i aktywności człowieka powodują wzrost jednostkowego zapotrzebowania na wodę. Zaostrza to rywalizację o zasobami wodnymi między rolnictwem, przemysłem i gospodarstwami domowymi.

## Organizacje
W większości państw ludzie zdali sobie sprawę z rosnącego znaczenia problemu niedoboru wody. Efektywne korzystanie z zasobów wodnych, mimo iż ciągle nie stanowi priorytetu w politykach rządowych, coraz częściej znajduje się w centrum uwagi. Globalne organizacje takie jak Światowa Rada Wody (World Water Council), Międzynarodowy Instytut Zarządzania Wodą (International Water Management Institute), oraz UNESCO zajmują się promocją efektywnego korzystania z zasobów wodnych, a także oszczędzania wody.
Alliance for Water Efficiency, Waterwise, California Urban Water Conservation Council, Savewater! Alliance, Eko-Unia oraz WaterBucket to niektóre z organizacji pozarządowych, które zajmują się promowaniem lub wspieraniem efektywnego korzystania z zasobów wodnych na poziomie krajowym i regionalnym.
Environment Canada, Agencja Ochrony Środowiska USA (United States Environmental Protection Agency), Agencja Środowiska Wielkiej Brytanii (Environment Agency), Departament Środowiska i Zasobów Wodnych (Department of the Environment and Water Resources) w Australii to przykłady instytucji rządowych, które zdają sobie sprawę z wagi zagadnienia, tworzą polityki i strategie na rzecz upowszechnienia wiedzy na temat wykorzystywania zasobów wodnych. Agencja Ochrony Środowiska USA uruchomiła program WaterSense, który ma na celu poprawę efektywnego korzystania z wody w Stanach Zjednoczonych poprzez zastosowanie specjalnych oznakowań na towarach.
Część przedsiębiorstw zaczyna doceniać korzyści płynące z efektywnego wykorzystywania zasobów wodnych. Czasopisma takie jak Water Efficiency w Stanach Zjednoczonych, Water Efficient Solutions oraz Water Energy and Environment w Wielkiej Brytanii, skierowane przede wszystkim do profesjonalistów, świadczą o rosnącej świadomości z zakresu konieczności rozwijania nowych rozwiązań na potrzeby efektywnego korzystania z zasobów wodnych.

## Praktyczne rozwiązania

### W domu
Oto kilka prostych rozwiązań dotyczących efektywnego korzystania z wody w domu, według organizacji Waterwise:
- Zakręcanie kranu w czasie mycia zębów – cieknący kran oznacza stratę nawet 6 litrów wody na minutę.
- Instalacja urządzeń zmniejszających ilość wody spłukiwanej w toalecie.
- Naprawa kapiących kranów, które marnują tysiące litrów wody rocznie.
- Pełne załadowanie zmywarki i pralki. Przy zakupie nowego urządzenia należy upewnić się, że jest to model o efektywnym zużyciu wody.
- Krótkiego prysznica zamiast kąpieli.
- Mycie owoców i warzyw w misce, nie pod bieżącą wodą.
- Używanie deszczówki do podlewania roślin domowych.
- Używanie konewki albo węża ogrodowego z pistoletem do podlewania zamiast zraszacza.
- Mycie samochodu przy użyciu gąbki i wiadra zamiast węża ogrodowego.

### W przemyśle
Oto rozwiązania przydatne dla producentów, według organizacji Savewater!:
- Zidentyfikowanie i wyeliminowanie strat wody (takich jak przecieki) oraz niewydajnych procesów (takich jak ciągłe spryskiwanie na liniach produkcyjnych w systemie stop-start). To najtańszy obszar realnego oszczędzania wody, ponieważ wymaga minimalnych nakładów kapitału. Oszczędności można uzyskać poprzez wdrażanie zmian proceduralnych, takich jak czyszczenie powierzchni fabryki poprzez zamiatanie podłóg, a nie ich zmywanie.
- Zmiana procedur i maszyn w fabryce. Dzięki modernizacji podstawowego wyposażenia fabryki można w większym stopniu zwiększyć efektywność. Ponadto zaleca się wpisanie wymiany maszyn na bardziej efektywne modele do harmonogramów konserwacji i modernizacji urządzeń.
- Ponowne używanie ścieków. Analogicznie do metod oszczędzanie wody, ta strategia zapewnia bezpieczeństwo dostaw, obniża opłaty za oczyszczanie ścieków i związane z tym zagrożenia dla środowiska.

#### Produkty bez wody
- Mycie samochodów, łodzi, motocykli i rowerów za pomocą środków niewymagających użycia wody. Można w ten sposób każdorazowo zaoszczędzić aż do 500 litrów wody.

### Zakłady użyteczności publicznej
Amerykańska Agencja Ochrony Środowiska przedstawia następujące pomysły dla lokalnych społeczności i zakładów użyteczności publicznej:
- Wdrażanie programów zarządzania w celu uniknięcia strat wody (np. lokalizowanie i naprawa przecieków).
- Instalowanie inteligentnych liczników w zakładach użyteczności publicznej.
- Zabezpieczanie hydrantów.
- Zmiany wyposażenia – instytucje publiczne powinny dawać przykład i stosować sprzęt wydajny pod względem zużycia wody.
- Instalowanie w budynkach administracji napowietrzaczy na kranach i sitek natryskowych o tzw. przepływie low-flow.
- Wymiana zużytej armatury, urządzeń i sprzętu na modele oszczędzające wodę.
- Minimalizowanie ilości wody używanej do klimatyzacji zgodnie z rekomendacjami producenta. Wyłączanie klimatyzacji, gdy nie jest potrzebna.

Zakłady użyteczności publicznej powinny też tak kształtować metody rozliczeń, by wyszukać konsumentów, którzy skorzystali z różnorodnych programów oszczędzania wody sponsorowanych przez te instytucje (np. rabaty), aby zobaczyć, które inicjatywy zapewniają największe oszczędności wody przy najniższych nakładach.